# Гедеонов, Иван Михайлович
Иван Михайлович Гедеонов (18 [6] января 1816, Вельск — 2 февраля [20 января] 1907, Санкт-Петербург) — российский военный, государственный и общественный деятель, генерал от инфантерии (1882), сенатор (с 1865), почётный опекун и действительный член Императорского человеколюбивого общества. Управляющий Межевым корпусом Российской империи (1862—1870).

## Биография
Родился 6 (18) января 1816 года в дворянской семье Гедеоновых.
С 1834 по 1835 год получал образование в Первом Московском кадетском корпусе, откуда был выпущен прапорщиком гвардии в Волынский лейб-гвардии полк, уже год спустя был произведён в подпоручики гвардии. В 1838 году поступил на обучение в Николаевской академии Генерального штаба. В 1839 году во время обучения был произведён в поручики гвардии, а после окончания его в 1841 году был причислен к Генеральному штабу с назначением обер-офицером при I Отделении Департамента Генерального штаба. В этом отделении заведовал сбором и обработкой статистических сведений о дислокации российских войск, им было предложено расширить программу сбора данных с помощью офицеров Генерального штаба: 

Спектр собираемых статистических данных за время его руководством был значительно расширен, в него были включены статистические и общегеографические сведения, касавшиеся губерний. Эта работа имела большое военное и научное значение, на её основе были составлены подробные описания губерний и топографические карты— 
19 апреля 1842 года произведён в штабс-капитаны, а 1 ноября того же года — в капитаны Генерального штаба. С 1849 года — подполковник, а годом позже Гедеонов был назначен адъюнкт-профессором Николаевской академии Генерального штаба. С 1851 года он в дополнение к этому получил должность инспектора классов Второго кадетского корпуса. В 1853 году был произведён в полковники.
В 1854 году он был назначен председателем Межевой канцелярии с переводом в Межевой корпус. 7 апреля 1857 году произведён в генерал-майоры. С 1857 по 1862 год — исполняющий должность помощника управляющего Межевым корпусом и член Главного Военно-учебного комитета при Штабе Его Императорского Высочества главного начальника военно-учебных заведений (с 1864 — года постоянный член), одновременно, с 1858 по 1865 год состоял — членом Совета министра государственных имуществ Российской империи и с 1863 года — членом Генерального штаба Российской империи. Под руководством И. М. Гедеонова были значительно улучшены геодезические и картографические работы, большой его заслугой на посту председателя Межевой канцелярии было проведение межевания в Черниговской и Полтавской губерниях. С 1862 по 1870 год — управляющий Межевого корпуса. 30 апреля 1864 года произведён в генерал-лейтенанты. С 1864 года — товарищ председателя Общества Красного Креста. В 1865 году назначен сенатором с назначением присутствовать в Межевом департаменте, с 1866 года в общем собрании Судебного и Межевого департаментов Правительствующего сената.
С 1876 года Гедеонов стал помощником главного попечителя и членом Совета Императорского человеколюбивого общества. В том же году был Высочайше пожалован орденом Святого Александра Невского, в 1882 году — бриллиантовыми знаками к этому ордену. С 1887 года — действительный член человеколюбивого общества.
28 марта 1882 года был произведён в генералы от инфантерии. С 1883 года И. М. Гедеонов состоял — членом Наградной комиссии при Собственной Его Императорского Величества канцелярии, с 1892 года — членом Комитета для рассмотрения представлений к Высочайшим наградам. В 1885 году ему было присвоено почётное звание — почётный опекун и он был назначен председателем Санкт-Петербургского собрания сельских хозяйств. В 1893 году Высочайшим указом И. М. Гедеонов был награждён орденом Святого Владимира 1-й степени.

Заведуя российскими благотворительными учреждениями, Иван Михайлович Гедеонов расширил и значительно усовершенствовал их работу. Благодаря его деятельности появились семьдесят два новых благотворительных учреждения, а денежные капиталы Общества увеличились до одного миллиона рублей. Именно он начал активно развивать детское ремесленное образование для неимущих— 
В 1902 году Высочайше удостоен высшей награды Российской империи — ордена Святого Андрея Первозванного.
Иван Михайлович Гедеонов скончался 20 января (2 февраля) 1907 года в Санкт-Петербурге от крупозного воспаления лёгких и был погребён 23 января 1907 года на кладбище Воскресенского Новодевичья монастыря.

## Награды
- Орден Святой Анны 3-й степени (1846)
- Орден Святой Анны 2-й степени (1851; 1856 — императорская корона к ордену)
- Орден Святого Владимира 4-й степени (1852)
- Знак XV лет (1856)
- Орден Святого Владимира 3-й степени (1858)
- Дважды Монаршее благоволение (1850, 1858)
- Орден Святого Станислава 1-й степени (1860)
- Орден Святой Анны 1-й степени (1862)
- Орден Святого Владимира 2-й степени (1865)
- Орден Белого орла (1870)
- Орден Святого Александра Невского (1876; 1882 — бриллиантовые знаки к ордену)
- Знак XL лет (1877)
- Орден Святого Владимира 1-й степени (1893)
- Знак отличия Красного креста (1899)
- Бриллиантовая табакерка с портретом Его Императорского Величества (1899)
- Орден Андрея Первозванного (1902)
- Дважды Высочайшая благодарность (1878, 1905)

### Иностранные награды
- Черногорский орден князя Данила I 1-й степени (1882)
- Сербский орден Таковского креста 1-й степени (1886)

## Семья
- Жена Ольга Ивановна, урождённая Лисицына (1821—?)
  - Дочь Ольга (1846—1886), замужем за военным историком, генерал-лейтенантом Николаем Карловичем Шильдером (1842—1902). В браке имели единственную дочь — Александру (1861—?)